# Piper appendiculatum
Piper appendiculatum är en pepparväxtart som beskrevs av C. Dc.. Piper appendiculatum ingår i släktet Piper och familjen pepparväxter. Inga underarter finns listade i Catalogue of Life.